# Bagnoli del Trigno
Bagnoli del Trigno är en ort och kommun i provinsen Isernia i regionen Molise i Italien. Kommunen hade 691 invånare (2018).